# Премія «Сезар» за найкращу музику до фільму
Премія «Сезар» за найкращу музику до фільму (фр. César de la meilleure musique originale) — одна з основних нагород Академії мистецтв та технологій кінематографа Франції у рамках національної кінопремії «Сезар», яку присуджують починаючи з першої церемонії у 1976 році.

## Лауреати та номінанти
Імена переможців виділено окремим кольором

### 1976—1980
| Церемонія  | Композитор(и)                                                                 | Фільм                                                       |
| ---------- | ----------------------------------------------------------------------------- | ----------------------------------------------------------- |
| 1-а (1976) | • Франсуа де Рубе (François de Roubaix)                                       | «Стара рушниця»                                             |
| 1-а (1976) | • Карлос Д'Алессіо (Carlos d'Alessio)                                         | «Пісня Індії» (India Song)                                  |
| 1-а (1976) | • Філіпп II Орлеанський та Антуан Дюамель                                     | «Нехай розпочнеться свято»                                  |
| 1-а (1976) | • Поль Де Сенневіль (Paul de Senneville) та Олів'є Туссен (Olivier Toussaint) | «У савана немає кишень» (Un linceul n'a pas de poches)      |
| 2-а (1977) | • Філіпп Сард                                                                 | «Бароко»                                                    |
| 2-а (1977) | • Філіпп Сард                                                                 | «Суддя і вбивця»                                            |
| 2-а (1977) | • Морт Шуман (Mort Shuman)                                                    | «До нас, маленькі англійки!» (À nous les petites Anglaises) |
| 2-а (1977) | • Серж Генсбур                                                                | «Я тебе кохаю… Я тебе теж ні»                               |
| 2-а (1977) | • Жорж Дельрю                                                                 | «Супершахрай»                                               |
| 2-а (1977) | • Жорж Дельрю                                                                 | «Поліцейський кольт „Пітон 357“»                            |
| 3-я (1978) | • Міклош Рожа                                                                 | «Провидіння»                                                |
| 3-я (1978) | • Владимир Косма                                                              | «Чудовисько»                                                |
| 3-я (1978) | • Франсіс Ле                                                                  | «Білітіс»                                                   |
| 3-я (1978) | • Філіпп Сард                                                                 | «Краб-барабанщик»                                           |
| 4-а (1979) | • Жорж Дельрю                                                                 | «Приготуйте ваші носовички»                                 |
| 4-а (1979) | • Антуан Дюамель                                                              | «Пісня про Роланда»                                         |
| 4-а (1979) | • Філіпп Сард                                                                 | «Проста історія»                                            |
| 4-а (1979) | • П'єр Жансен                                                                 | «Віолетта Нозьєр»                                           |
| 5-а (1980) | • Жорж Дельрю                                                                 | «Кохання, що втекло»                                        |
| 5-а (1980) | • Енніо Морріконе                                                             | «І… як Ікар»                                                |
| 5-а (1980) | • Владимир Косма                                                              | «Виверт» (La Dérobade)                                      |
| 5-а (1980) | • Філіпп Сард                                                                 | «Тесс»                                                      |

### 1981—1990
| Церемонія   | Композитор(и)                                     | Фільм                                                   |
| ----------- | ------------------------------------------------- | ------------------------------------------------------- |
| 6-а (1981)  | • Жорж Дельрю                                     | «Останнє метро»                                         |
| 6-а (1981)  | • Мішель Легран                                   | «Атлантик-Сіті»                                         |
| 6-а (1981)  | • Серж Генсбур                                    | «Я вас кохаю»                                           |
| 6-а (1981)  | • Антуан Дюамель                                  | «Прямий репортаж про смерть»                            |
| 7-а (1982)  | • Владимир Косма                                  | «Діва»                                                  |
| 7-а (1982)  | • Філіпп Сард                                     | «Боротьба за вогонь»                                    |
| 7-а (1982)  | • Енніо Морріконе                                 | «Професіонал»                                           |
| 7-а (1982)  | • Франсіс Ле та Мішель Легран                     | «Одні та інші»                                          |
| 8-а (1983)  | • Мішель Порталь (Michel Portal)                  | «Повернення Мартіна Герра» (Le Retour de Martin Guerre) |
| 8-а (1983)  | • Владимир Косма та Франсіс Ле                    | «Бум 2»                                                 |
| 8-а (1983)  | • Жорж Дельрю                                     | «Перехожа із Сан-Сусі»                                  |
| 8-а (1983)  | • Мішель Коломбьє (Michel Colombier)              | «Кімната у місті» (Une chambre en ville)                |
| 9-а (1984)  | • Владимир Косма                                  | «Бал»                                                   |
| 9-а (1984)  | • Серж Генсбур                                    | «Екватор» (Équateur (film))                             |
| 9-а (1984)  | • Жорж Дельрю                                     | «Убивче літо»                                           |
| 9-а (1984)  | • Шарлелі Кутюр (Charlélie Couture)               | «Чао, паяц»                                             |
| 10-а (1985) | • Мішель Порталь (Michel Portal)                  | «Вершники бурі» (Les Cavaliers de l'orage)              |
| 10-а (1985) | • Ганс Вернер Генце                               | «Кохання до смерті » (L'Amour à mort)                   |
| 10-а (1985) | • Мішель Легран                                   | «Слова і музика»                                        |
| 10-а (1985) | • Бернар Лавільє                                  | «Вулиця варварів» (Rue barbare)                         |
| 11-а (1986) | • Хосе Луїс Кастінейра Де Діос та Астор П'яццолла | «Танго, Гардель у вигнанні» (Tangos, l'exil de Gardel)  |
| 11-а (1986) | • Мішель Порталь (Michel Portal)                  | «Залізна рука» (Bras de fer (film))                     |
| 11-а (1986) | • Клод Боллінг (Claude Bolling)                   | «Помирають тільки двічі» (On ne meurt que deux fois)    |
| 11-а (1986) | • Ерік Серра                                      | «Підземка»                                              |
| 12-а (1987) | • Гербі Генкок                                    | «Близько півночі» («Опівнічний джаз»)                   |
| 12-а (1987) | • Габрієль Яред                                   | «Тридцять сім і два щоранку»                            |
| 12-а (1987) | • Жан-Клод Петі (Jean-Claude Petit (compositeur)) | «Жан де Флоретт»                                        |
| 12-а (1987) | • Серж Генсбур                                    | «Вечірня сукня»                                         |
| 13-а (1988) | • Мішель Порталь (Michel Portal)                  | «Поле честі» (Champ d'honneur)                          |
| 13-а (1988) | • Габрієль Яред                                   | «Сентиментальний агент»                                 |
| 13-а (1988) | • Філіпп Сард                                     | «Безневинні» (Les Innocents (film, 1987))               |
| 14-а (1989) | • Ерік Серра                                      | «Блакитна безодня»                                      |
| 14-а (1989) | • Габрієль Яред                                   | «Камілла Клодель»                                       |
| 14-а (1989) | • Франсіс Ле                                      | «Улюбленець долі»                                       |
| 15-а (1990) | • Освальд Д'Андреа (Oswald d'Andréa)              | «Життя і нічого більшого»                               |
| 15-а (1990) | • Майкл Найман                                    | «Месьє Ір»                                              |
| 15-а (1990) | • Жерар Торікян                                   | «Безжальний світ» (Un monde sans pitié)                 |

### 1991—2000
| Церемонія   | Композитор(и)                                                                      | Фільм(ы)                                                                                               |
| ----------- | ---------------------------------------------------------------------------------- | --- |
| 16-а (1991) | • Жан-Клод Петі (Jean-Claude Petit (compositeur))                                  | «Сірано де Бержерак»                                                                                   |
| 16-а (1991) | • Владимир Косма                                                                   | «Слава мого батька» (La Gloire de mon père (film)), «Замок моєї матері» (Le Château de ma mère (film)) |
| 16-а (1991) | • Ерік Серра                                                                       | «Нікіта»                                                                                               |
| 17-а (1992) | • Жорді Саваль                                                                     | «Усі ранки світу»                                                                                      |
| 17-а (1992) | • Карлос Д'Алессіо (Carlos d'Alessio)                                              | «Делікатеси»                                                                                           |
| 17-а (1992) | • Збігнев Прайснер                                                                 | «Подвійне життя Вероніки»                                                                              |
| 17-а (1992) | • Жан-Клод Петі                                                                    | «Мама»                                                                                                 |
| 18-а (1993) | • Габрієль Яред                                                                    | «Коханець»                                                                                             |
| 18-а (1993) | • Жорж Дельрю                                                                      | «Дьінб'єнфу»                                                                                           |
| 18-а (1993) | • Патрік Дойл                                                                      | «Індокитай»                                                                                            |
| 18-а (1993) | • Рене-Марк Біні (René-Marc Bini)                                                  | «Дикі ночі»                                                                                            |
| 19-а (1994) | • Халед                                                                            | «Раз, два, три... замри!»                                                                              |
| 19-а (1994) | • Збігнев Прайснер                                                                 | «Три кольори: Синій»                                                                                   |
| 19-а (1994) | • Жан-Луї Рок (Jean-Louis Roques)                                                  | «Жерміналь»                                                                                            |
| 19-а (1994) | • Ерік Леві                                                                        | «Прибульці»                                                                                            |
| 20-а (1995) | • Збігнев Прайснер                                                                 | «Три кольори: Червоний»                                                                                |
| 20-а (1995) | • Філіпп Сард                                                                      | «Донька д'Артаньяна»                                                                                   |
| 20-а (1995) | • Горан Брегович                                                                   | «Королева Марго»                                                                                       |
| 20-а (1995) | • Ерік Серра                                                                       | «Леон»                                                                                                 |
| 21-а (1996) | • Мішель Коломб'є (Michel Colombier), Серж Генсбур (посмертно) та Збігнев Прайснер | «Еліза»                                                                                                |
| 21-а (1996) | • Анджело Бадаламенті                                                              | «Місто втрачених дітей»                                                                                |
| 21-а (1996) | • Жан-Клод Петі (Jean-Claude Petit (compositeur))                                  | «Гусар на даху»                                                                                        |
| 21-а (1996) | • Філіпп Сард                                                                      | «Неллі та пан Арно»                                                                                    |
| 22-а (1997) | • Бруно Куле                                                                       | «Мікрокосмос»                                                                                          |
| 22-а (1997) | • Рене-Марк Біні (René-Marc Bini)                                                  | «Капризи ріки» (Les Caprices d'un fleuve)                                                              |
| 22-а (1997) | • Антуан Дюамель                                                                   | «Насмішка»                                                                                             |
| 22-а (1997) | • Александр Деспла                                                                 | «Нікому невідомий герой»                                                                               |
| 23-я (1998) | • Бернардо Сандовал (Bernardo Sandoval)                                            | «Вестерн по-французьки»                                                                                |
| 23-я (1998) | • Філіпп Сард                                                                      | «До бою» (Le Bossu (film, 1997))                                                                       |
| 23-я (1998) | • Ерік Серра                                                                       | «П'ятий елемент»                                                                                       |
| 23-я (1998) | • Жорди Саваль                                                                     | «Маркіза»                                                                                              |
| 23-я (1998) | • Бруно Фонтен (Bruno Fontaine (musicien))                                         | «Відомі старі пісні»                                                                                   |
| 24-а (1999) | • Тоні Ґатліф                                                                      | «Дивний чужинець»                                                                                      |
| 24-а (1999) | • Клод Боллінг (Claude Bolling) та Франсіс Ле                                      | «Випадок або збіг» (Hasards ou coïncidences)                                                           |
| 24-а (1999) | • Філіпп Міллер                                                                    | «Жанна і чудовий хлопець»                                                                              |
| 24-а (1999) | • Akhenaton (група IAM)                                                            | «Таксі»                                                                                                |
| 25-а (2000) | • Бруно Куле                                                                       | «Гімалаї»                                                                                              |
| 25-а (2000) | • Патрік Дойл                                                                      | «Схід — Захід»                                                                                         |
| 25-а (2000) | • Ерік Серра                                                                       | «Жанна д'Арк»                                                                                          |
| 25-а (2000) | • П'єр Башле                                                                       | «Діти природи» (Les Enfants du marais)                                                                 |

### 2001—2010
| Церемонія   | Композитор(и)                                                                   | Фільм(и)                                                                |
| ----------- | ------------------------------------------------------------------------------- | ----------------------------------------------------------------------- |
| 26-а (2001) | • Шейх Ахмад Аль-Туні (Cheikh Ahmad Al-Tûni), La Caita, Тоні Ґатліф та Томатіто | «Я йду» (Vengo)                                                         |
| 26-а (2001) | • Девід Вітакер (David Whitaker (composer))                                     | «Гаррі — друг, який бажає вам добра»                                    |
| 26-а (2001) | • Бруно Куле                                                                    | «Багряні ріки»                                                          |
| 26-а (2001) | • Джон Кейл                                                                     | «Доньки короля» (Saint-Cyr (film))                                      |
| 27-а (2002) | • Ян Тірсен                                                                     | «Амелі»                                                                 |
| 27-а (2002) | • Джозеф ЛоДука                                                                 | «Братство вовка»                                                        |
| 27-а (2002) | • Бруно Куле                                                                    | «Птахи»                                                                 |
| 27-а (2002) | • Александр Деспла                                                              | «Читай по губах»                                                        |
| 28-а (2003) | • Войцех Кіляр                                                                  | «Піаніст»                                                               |
| 28-а (2003) | • Крішна Леві (Krishna Levy)                                                    | «8 жінок»                                                               |
| 28-а (2003) | • Арман Амар                                                                    | «Амінь»                                                                 |
| 28-а (2003) | • Антуан Дюамель                                                                | «Пропуск» (Laissez-passer)                                              |
| 29-а (2004) | • Бенуа Шаре (Benoît Charest)                                                   | «Тріо з Бельвіля»                                                       |
| 29-а (2004) | • Габрієль Яред                                                                 | «Бон вояж!»                                                             |
| 29-а (2004) | • Стефан Ічер (Stephan Eicher)                                                  | «Месьє Н.» (Monsieur N.)                                                |
| 29-а (2004) | • Брюно Фонтен (Bruno Fontaine (musicien))                                      | «Тільки не в губи»                                                      |
| 30-а (2005) | • Бруно Куле                                                                    | «Хористи»                                                               |
| 30-а (2005) | • Нікола Пьовані (Nicola Piovani)                                               | «Напарник» (L'Équipier)                                                 |
| 30-а (2005) | • Тони Ґатліф та Дельфін Мантуле                                                | «Вигнанці»                                                              |
| 30-а (2005) | • Анджело Бадаламенти                                                           | «Довгі заручини»                                                        |
| 31-а (2006) | • Александр Деспла                                                              | «І моє серце завмерло»                                                  |
| 31-а (2006) | • Філіпп Ромбі                                                                  | «Щасливого Різдва»                                                      |
| 31-а (2006) | • Емілі Симон                                                                   | «Марш пінгвінів»                                                        |
| 31-а (2006) | • Арман Амар                                                                    | «Прийди, побач і стань»                                                 |
| 32-а (2007) | • Матьє Шедід                                                                   | «Не кажи нікому»                                                        |
| 32-а (2007) | • Габрієль Яред                                                                 | «Азур і Азмар»                                                          |
| 32-а (2007) | • Марк Сноу                                                                     | «Серця»                                                                 |
| 32-а (2007) | • Арман Амар                                                                    | «Патріоти»                                                              |
| 32-а (2007) | • Жером Лемоньє (Jérôme Lemonnier)                                              | «Асистентка»                                                            |
| 33-я (2008) | • Алекс Бопен (Alex Beaupain)                                                   | «Усі пісні лише про кохання»                                            |
| 33-я (2008) | • Александр Деспла                                                              | «Близькі вороги»                                                        |
| 33-я (2008) | • Арчи Шепп                                                                     | «І нехай усе танцює!» (Faut que ça danse !)                             |
| 33-я (2008) | • Олів'є Бернет                                                                 | «Персеполіс»                                                            |
| 33-я (2008) | • Збігнєв Прайснер                                                              | «Сімейна таємниця»                                                      |
| 34-а (2009) | • Майкл Галассо                                                                 | «Серафіна з Санліса»                                                    |
| 34-а (2009) | • Рейнгардт Вагнер (Reinhardt Wagner)                                           | «Париж! Париж!»                                                         |
| 34-а (2009) | • Жан-Луї Обер (Jean-Louis Aubert)                                              | «Я так давно тебе кохаю»                                                |
| 34-а (2009) | • Марко Белтрамі та Маркус Трампп                                               | «Ворог держави № 1», «Ворог держави № 1: Легенда»                       |
| 34-а (2009) | • Сінклер (Sinclair (chanteur))                                                 | «Перший день життя, що залишилося» (Le Premier Jour du reste de ta vie) |
| 35-а (2010) | • Арман Амар                                                                    | «Концерт»                                                               |
| 35-а (2010) | • Кліфф Мартінес                                                                | «Спочатку»                                                              |
| 35-а (2010) | • Алекс Бопен (Alex Beaupain)                                                   | «Моя дівчинка не хоче...»                                               |
| 35-а (2010) | • Александр Деспла                                                              | «Пророк»                                                                |
| 35-а (2010) | • Нікола Пьовані (Nicola Piovani)                                               | «Ласкаво просимо»                                                       |

### 2011—2020
| Церемонія   | Композитор(ы)                                                  | Фільм                                            |
| ----------- | -------------------------------------------------------------- | ------------------------------------------------ |
| 36-а (2011) | • Александр Деспла                                             | «Примара»                                        |
| 36-а (2011) | • Бруно Куле                                                   | «Океани»                                         |
| 36-а (2011) | • Грегуар Етзель                                               | «Дерево»                                         |
| 36-а (2011) | • Дельфіна Мантуле та Тоні Ґатліф                              | «Сам по собі»                                    |
| 36-а (2011) | • Ярол Попад (Yarol Poupaud)                                   | «Bus Palladium»                                  |
| 36-а (2011) | • Філіпп Сард                                                  | «Принцеса де Монпансьє»                          |
| 37-а (2012) | • Людовик Бурсе                                                | «Артист»                                         |
| 37-а (2012) | • Алекс Бопен (Alex Beaupain)                                  | «Кохані»                                         |
| 37-а (2012) | • Бертран Бонелло                                              | «Будинок терпимості»                             |
| 37-а (2012) | • Матьє Шедід (-M-) та Патріс Ренсон                           | «Монстр у Парижі»                                |
| 37-а (2012) | • Філіпп Шоллер (Philippe Schœller)                            | «Управління державою»                            |
| 38-а (2013) | • Александр Деспла                                             | «Іржа та кістка»                                 |
| 38-а (2013) | • Бруно Куле                                                   | «Прощавай, моя королево»                         |
| 38-а (2013) | • Гаетан Руссель (Gaëtan Roussel) та Жозеф Даан (Joseph Dahan) | «Камілла роздвоюється»                           |
| 38-а (2013) | • Філіпп Ромбі                                                 | «У будинку»                                      |
| 38-а (2013) | • Роб (Rob (musicien)) та Еммануель Д'Орландо                  | «Кохання на кінчиках пальців» (Populaire (film)) |
| 39-а (2014) | • Мартін Вілер                                                 | «Міхаель Кольхаас»                               |
| 39-а (2014) | • Хорхе Арріагада (Jorge Arriagada)                            | «Альцест на велосипеді» (Alceste à bicyclette)   |
| 39-а (2014) | • Лоїк Дюрі та Крістоф Мінк (Christophe Minck)                 | «Китайська головоломка»                          |
| 39-а (2014) | • Етьєн Шаррі (Étienne Charry)                                 | «Піна днів»                                      |
| 39-а (2014) | • Александр Деспла                                             | «Венера в хутрі»                                 |
| 40-а (2015) | • Амін Бухафа                                                  | «Тімбукту»                                       |
| 40-а (2015) | • Жан-Баптіст Де Лобьє (Para One)                              | «Дівоцтво» (Bande de filles)                     |
| 40-а (2015) | • Беатріс Тір'є (Béatrice Thiriet)                             | «Люди та птахи» (Bird People)                    |
| 40-а (2015) | • Ліонель Флер, Бенуа Ролт, Філіпп Дее                         | «Винищувачі»                                     |
| 40-а (2015) | • Ібрагім Маалуф                                               | «Ів Сен-Лоран»                                   |
| 41-а (2016) | • Воррен Елліс                                                 | «Мустанг»                                        |
| 41-а (2016) | • Рафаель Арош                                                 | «Ковбої»                                         |
| 41-а (2016) | • Енніо Морріконе                                              | «У травні роби все, що тобі подобається»         |
| 41-а (2016) | • Стівен Ворбек                                                | «Мій король»                                     |
| 41-а (2016) | • Грегуар Етзель                                               | «Три спогади моєї юності»                        |
| 42-а (2017) | • Ібрагім Маалуф                                               | «У лісах Сибіру»                                 |
| 42-а (2017) | • Софі Гюнгер                                                  | «Життя Кабачка»                                  |
| 42-а (2017) | • Енн Дадлі                                                    | «Вона»                                           |
| 42-а (2017) | • Філіпп Ромбі                                                 | «Франц»                                          |
| 42-а (2017) | • Габрієль Яред                                                | «Шоколад»                                        |
| 42-а (2017) | • Грегуар Етзель                                               | «Три спогади моєї юності»                        |
| 43-я (2018) | • Арно Реботіні                                                | «120 ударів на хвилину»                          |
| 43-я (2018) | • Джим Вільямс                                                 | «Сире»                                           |
| 43-я (2018) | • Крістоф Жульєн                                               | «До побачення там, нагорі»                       |
| 43-я (2018) | • Myd                                                          | «Дрібний фермер»                                 |
| 43-я (2018) | • Матьє Шедід                                                  | «Обличчя, села»                                  |
| 44-а (2019) | • Венсан Бланшар, Ромен Грефф                                  | «Гі»                                             |
| 44-а (2019) | • Камілль Базба                                                | «Щось не так з тобою»                            |
| 44-а (2019) | • Александр Деспла                                             | «Брати Сістерс»                                  |
| 44-а (2019) | • Грегуар Етзель                                               | «Неможливе кохання»                              |
| 44-а (2019) | • Паскаль Сангла                                               | «Опіканець»                                      |
| 44-а (2019) | • Антон Санко                                                  | Аманда                                           |